# 오브닌스크 원자력 발전소
오브닌스크 원자력 발전소는 모스크바에서 남서쪽으로 약 110km(68마일) 떨어진 칼루가 주 오브닌스크의 "과학 도시"에 건설되었다. 소련. 1954년 6월 전력망에 연결된 오브닌스크는 세계 최초의 전력망 연결 원자력 발전소, 즉 규모는 작지만 산업적으로 전기를 생산한 최초의 원자로였다. 물리학 및 전력 공학 연구소에 위치했다. 이 발전소는 APS-1 Obninsk(Atomic Power Station 1 Obninsk)로도 알려져 있다. 1954년에서 2002년 사이에 계속 운영되었지만 그리드용 전기 생산은 1959년에 중단되었다. 그 이후에는 연구 및 동위원소 생산 공장으로만 사용했다.
오브닌스크 원자력 발전소는 모스크바에서 남서쪽으로 약 110km(68마일) 떨어진 칼루가 주 오브닌스크의 "과학 도시"에 건설되었다. 소련. 1954년 6월 전력망에 연결된 오브닌스크는 세계 최초의 전력망 연결 원자력 발전소, 즉 규모는 작지만 산업적으로 전기를 생산한 최초의 원자로였다. 물리학 및 전력 공학 연구소에 위치했다. 이 발전소는 APS-1 Obninsk(Atomic Power Station 1 Obninsk)로도 알려져 있다. 1954년에서 2002년 사이에 계속 운영되었지만 그리드용 전기 생산은 1959년에 중단되었다. 그 이후에는 연구 및 동위원소 생산 공장으로만 사용했다.
당시 현장에 있었던 레프 코체트코프(Lev Kotchetkov)에 따르면 "생성된 열의 활용이 계속되고 동위원소 생산이 강화되기는 했지만 주요 임무는 원자로에 설치된 17개의 테스트 루프에 대한 실험 연구를 수행하는 것이었다." 오브닌스크 파일럿 플랜트에서 완성된 기술은 나중에 RBMK 원자로에서 훨씬 더 큰 규모로 사용되었다.
건설은 1950년 12월 31일에 시작되었다. 첫 핵심 목표는 1954년 5월 6일에 달성되었으며 첫 번째 그리드 연결은 1954년 6월 27일에 이루어졌다. 시베리아 원자력 발전소가 개장될 때까지 약 4년 동안 오브닌스크는 소련의 유일한 원자력 발전소였다. 발전소는 2002년 4월 29일 최종 폐쇄될 때까지 가동 상태를 유지했다. 코체트코프에 따르면 48년의 운영 기간 동안 사람의 과다 복용이나 사망 또는 허용 한계를 초과하는 환경으로의 방사성 방출을 초래하는 심각한 사고는 없었다.

## 같이 보기
- 마그녹스